# 전원교향악 (드라마)
《전원교향악》은 1984년 5월 18일에 방영된 KBS 1TV 청소년문학관 시리즈 중 다섯 번째 작품이다.

## 등장 인물

### 주요 인물
- 박근형 : 목사 역
- 강수연 : 수정 역 (아역 최문선)
- 홍요섭 : 석훈 역

### 그 외 인물
- 정영숙 : 목사의 아내 역
- 김봉근
- 김진애
- 이윤정 : 목사의 딸 역 (아역 곽나현) - 화자
- 이제신
- 강영아
- 이재학